# Allanfearn
Allanfearn is een kleine nederzetting 1,5 kilometer ten oosten van Inverness in de Schotse Hooglanden.